# Pré-Saint-Gervais (métro de Paris)
Pour les articles homonymes, voir Pré (homonymie).
Cet article concerne la station de métro. Pour la commune, voir Le Pré-Saint-Gervais.
Pré-Saint-Gervais est une station de la ligne 7 bis du métro de Paris, située dans le 19e arrondissement de Paris.

## Situation
La station est établie au sud-est du quartier d'Amérique, sous le boulevard Sérurier à l'intersection avec la rue de Mouzaïa, la rue Alphonse-Aulard et la rue de l'Inspecteur-Allès. Orientée selon un axe nord-ouest/sud-est, elle s'intercale entre les stations Place des Fêtes et Danube tout en jouant le rôle de terminus technique de la ligne, marquant le sommet de sa boucle terminale.
Située au débouché d'un raccordement dit voie navette, qui la relie à la ligne 3 bis via la station fantôme Porte des Lilas - Cinéma, elle est par ailleurs très proche géographiquement d'une seconde station fantôme, Haxo, elle-même localisée sur un deuxième raccordement dit voie des Fêtes (lequel se débranche de la ligne 7 bis au-delà de Place des Fêtes pour se raccorder également à la ligne 3 bis en aval de Porte des Lilas - Cinéma, entre les stations Porte des Lilas et Saint-Fargeau).

## Histoire
La station est ouverte le 18 janvier 1911 en tant que terminus d'une des deux branches nord-est de la ligne 7, lesquelles se séparent du tronc commun à la station Louis Blanc. Sa desserte est alors assurée par une circulation sur deux, en provenance et à destination d'Opéra, le restant des trains étant dirigés sur l'autre antenne qui a pour origine et terminus la station Porte de la Villette.
Il était prévu dans les projets initiaux que le rôle de terminus soit attribué à la station voisine Danube. Puis, la station Place des Fêtes fut pressentie pour assurer cette fonction avant que ne soit finalement décidé la réalisation d'une boucle à sens unique desservant successivement ces deux points, entre lesquels s'intercale le terminus « commercial » de Pré-Saint-Gervais.
Ce dernier doit sa dénomination à son implantation au débouché de la rue du Pré-Saint-Gervais, à proximité de la porte du Pré-Saint-Gervais qui donne accès à la commune du Pré-Saint-Gervais.
À compter du 27 novembre 1921, la station devient également le terminus nord-ouest d'une courte navette la reliant à l'ancienne station Porte des Lilas - Cinéma via un raccordement qui prend alors le nom de Voie navette. Cette liaison permet alors une jonction directe entre les terminus des lignes 3 et 7 sans arrêt intermédiaire, jusqu'à sa suppression le 2 septembre 1939 avec la mise en place du service restreint au cours de la Seconde Guerre mondiale. Trop peu fréquentée, elle ne rouvre au trafic de voyageurs que du 13 avril 1952 au 31 mai 1956, de 13 h 30 à 19 h 30, dans le cadre des essais du premier prototype au monde de métro sur pneumatiques, le MP 51.
Le 3 décembre 1967, la station est cédée à l'actuelle ligne 7 bis, dont la création à cette date résulte de la séparation de la branche dont ladite station constitue le terminus (dorénavant depuis Louis Blanc), isolée du restant de la ligne 7 sous la forme d'une navette autonome depuis lors. Ce débranchement se justifie par la moindre fréquentation du terminus de Pré-Saint-Gervais par rapport à celui de Porte de la Villette, car ce dernier constitue également un important terminus de lignes de bus de banlieue. 
Le quai est modernisé après 1988 par l'adoption du style décoratif « Ouï-dire », de couleur bleue en l'occurrence. Ceci entraîne la disparition des faïences biseautées d'origine au profit d'un carrelage blanc plat, hormis au droit de la Voie navette, qui est en grande partie isolée derrière une cloison et transformée en atelier d'entretien courant des trains. Ce dispositif vise à ménager la fragilité du matériel MF 88 en minimisant l'utilisation des voies de service sinueuses, telles que la Voie des Fêtes qui constitue un passage obligé pour l'accès à l'atelier de maintenance de Saint-Fargeau.
Dans le cadre du programme « Renouveau du métro » de la RATP, les couloirs de la station et la salle de distribution des titres de transport sont rénovés à leur tour le 2 mai 2006.

### Fréquentation
Selon les estimations de la RATP, la station a vu entrer 365 930 voyageurs en 2013, ce qui la place à la 301e et avant-dernière position des stations de métro pour sa fréquentation, devant Église d'Auteuil sur la ligne 10 et derrière la station Pelleport de la ligne 3 bis jusqu'alors avant-dernière, laquelle demeure toutefois la station à disposition classique la moins utilisée du réseau (Pré-Saint-Gervais et Église d'Auteuil étant des demi-stations unidirectionnelles),. En 2020, avec la crise du Covid-19, son trafic annuel tombe à 226 935 voyageurs, la classant alors au 300e rang mais cette fois sur un total de 304, la station repassant alors devant Pelleport rétrogradée à l'avant-dernière place,. En 2021, sa fréquentation remonte progressivement avec 282 626 entrants comptabilisés, la reléguant cependant à la 302e position des stations du réseau sur 304 cette année-là,.

## Services aux voyageurs

### Accès
La station dispose d'un unique accès intitulé « Boulevard Sérurier », constitué d'un escalier fixe attenant à l'immeuble au no 52 du boulevard précité. Il est orné d'un édicule Guimard, lequel fait l'objet d'une inscription au titre des monuments historiques par l'arrêté du 29 mai 1978, protection renouvelée le 12 février 2016. Cet édicule a la particularité d'être agrémenté d'un mât Val d'Osne des années 1920, parmi les rares subsistant sur le réseau, au lieu du portique en fonte caractéristique des entourages simples de style Guimard (lequel se compose habituellement de deux hauts candélabres moulurés supportant une plaque de lave émaillée, sur laquelle le mot « Métropolitain » figure dans un lettrage de style Art nouveau). La station est ainsi une des cinq du réseau à posséder un édicule Guimard associé à un totem dans un style architectural différent de celui-ci, avec les stations Gare de Lyon (lignes 1 et 14), Saint-Michel (ligne 4), Daumesnil (lignes 6 et 8) et Église d'Auteuil (ligne 10).

Accès à la station
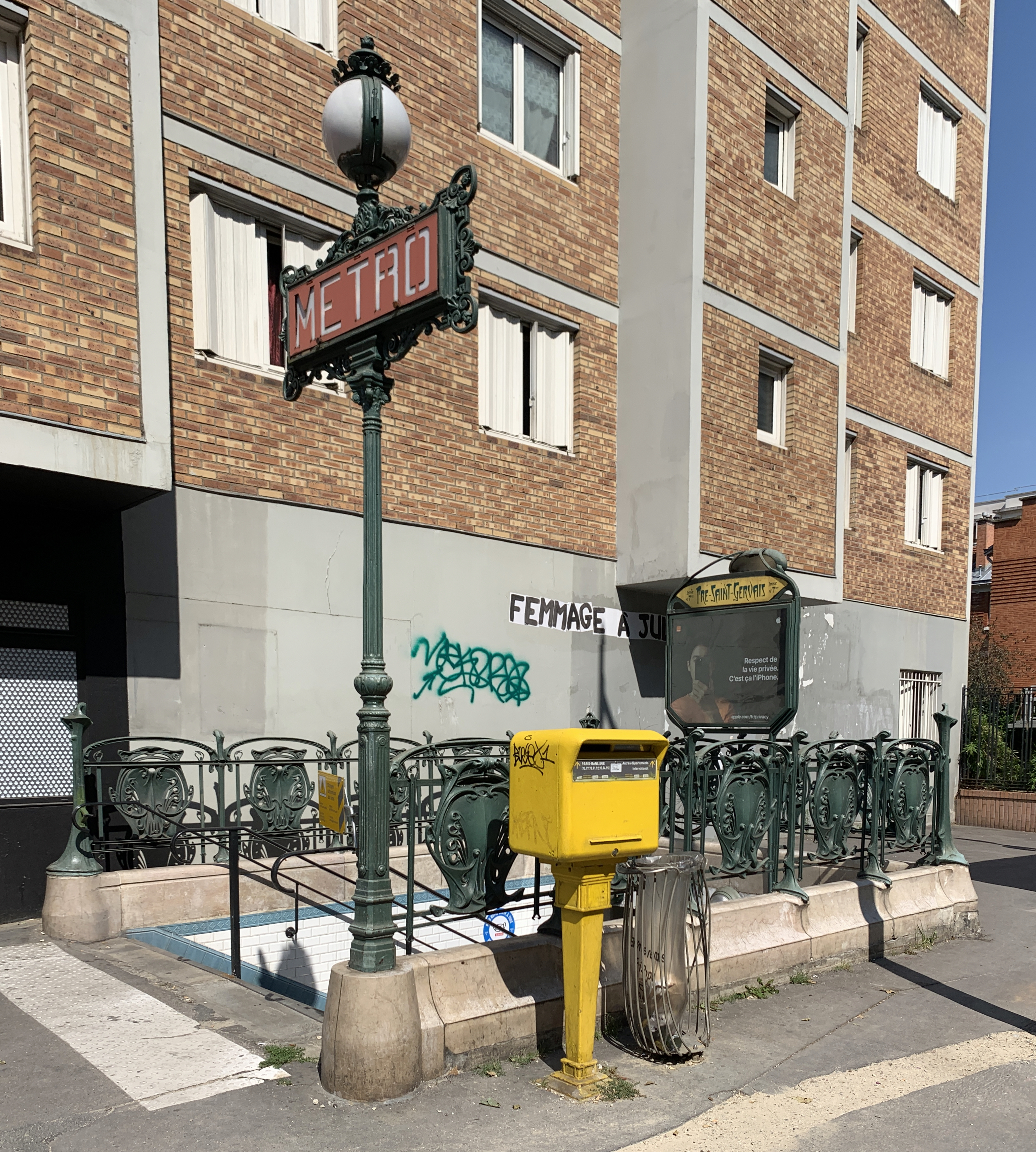
L'entrée de la station.
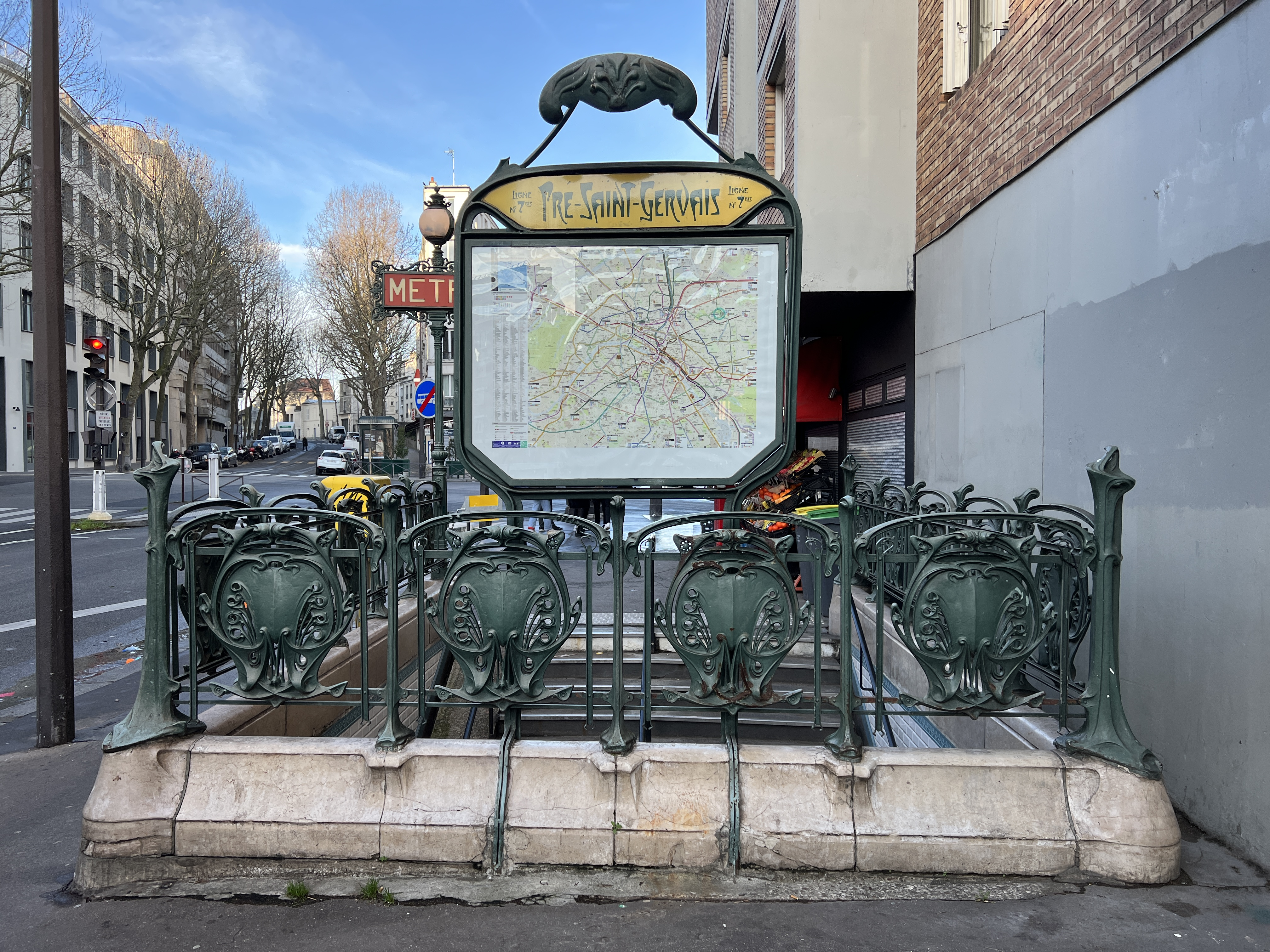
Vue arrière de l'édicule Guimard.
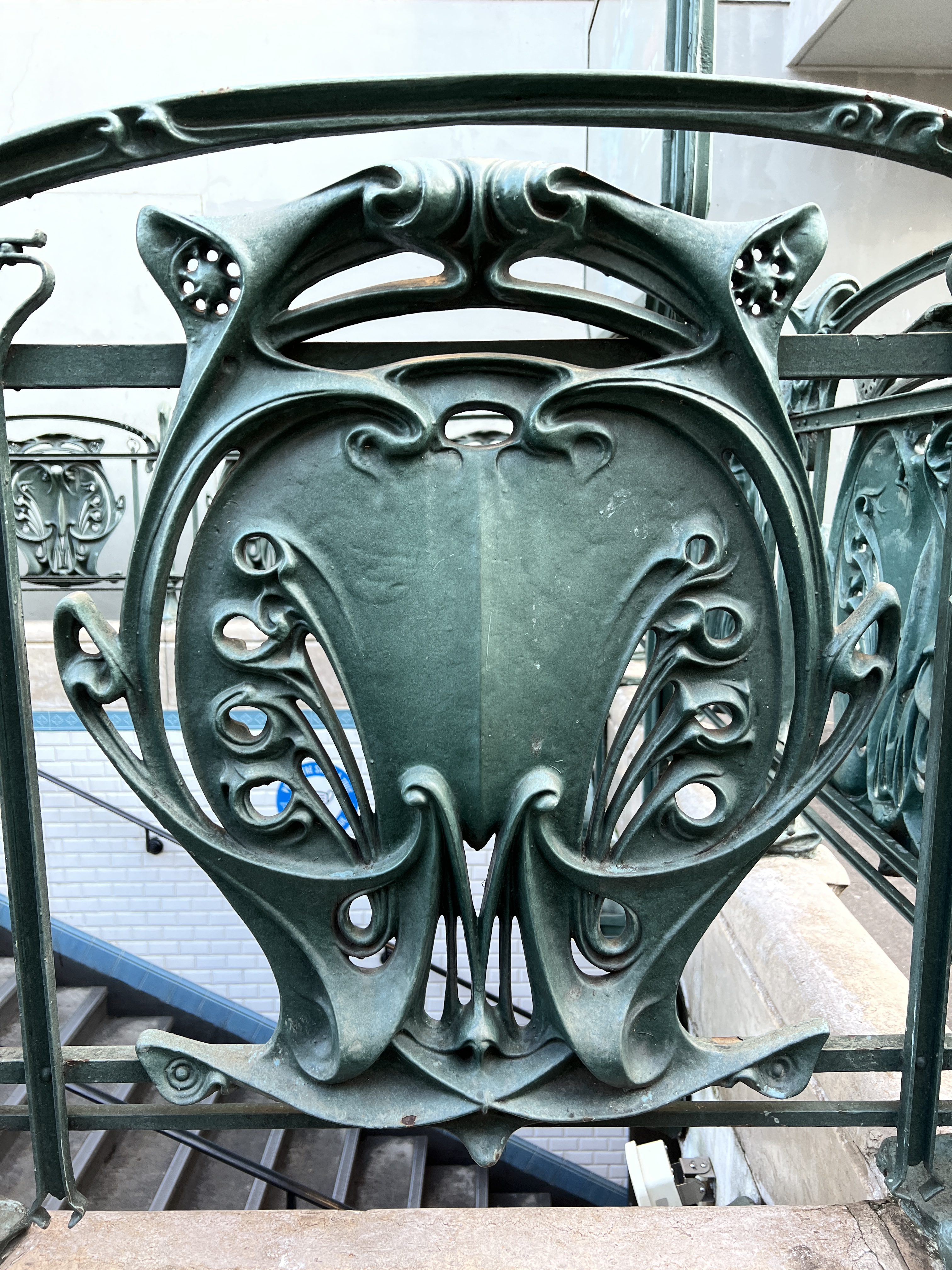
Détail d'un ornement.
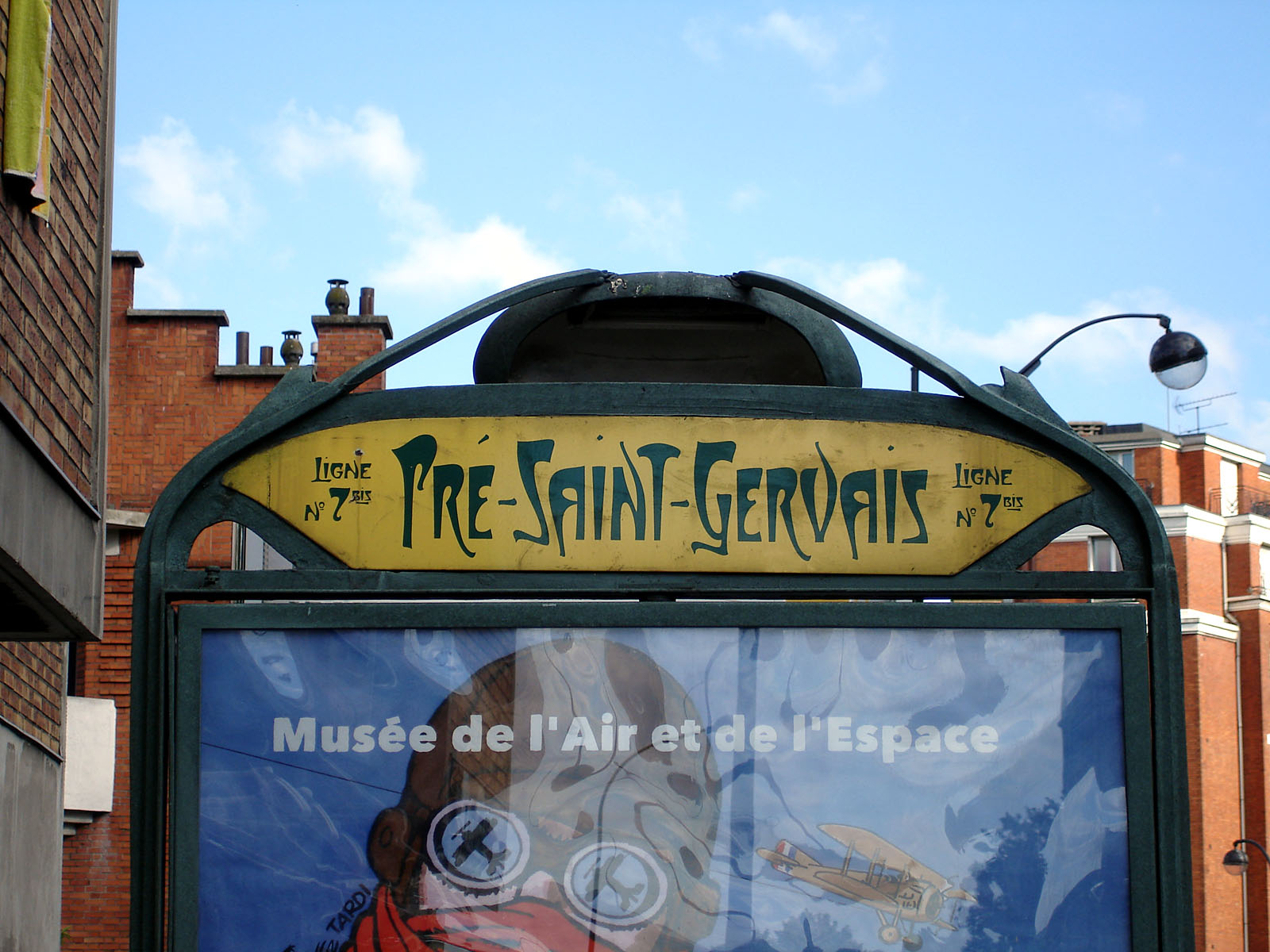
Détail de l'enseigne arrière de l'édicule.

Compte tenu de l'importante profondeur de la station, l'accès au quai s'effectue au moyen d'une paire d'ascenseurs ou d'une série d'escaliers fixes. Afin que les voyageurs puissent éventuellement reprendre leur souffle, certains paliers entre les volées d'escaliers sont équipés de sièges de style « Motte » blancs et gris disposés par paires, les assises n'étant ordinairement installées que sur les quais. Cette particularité se retrouve à la station Buttes Chaumont sur la même ligne et a également existé à la station Télégraphe sur la ligne 11 avant la rénovation de ses couloirs d'accès en 2009.

### Quai

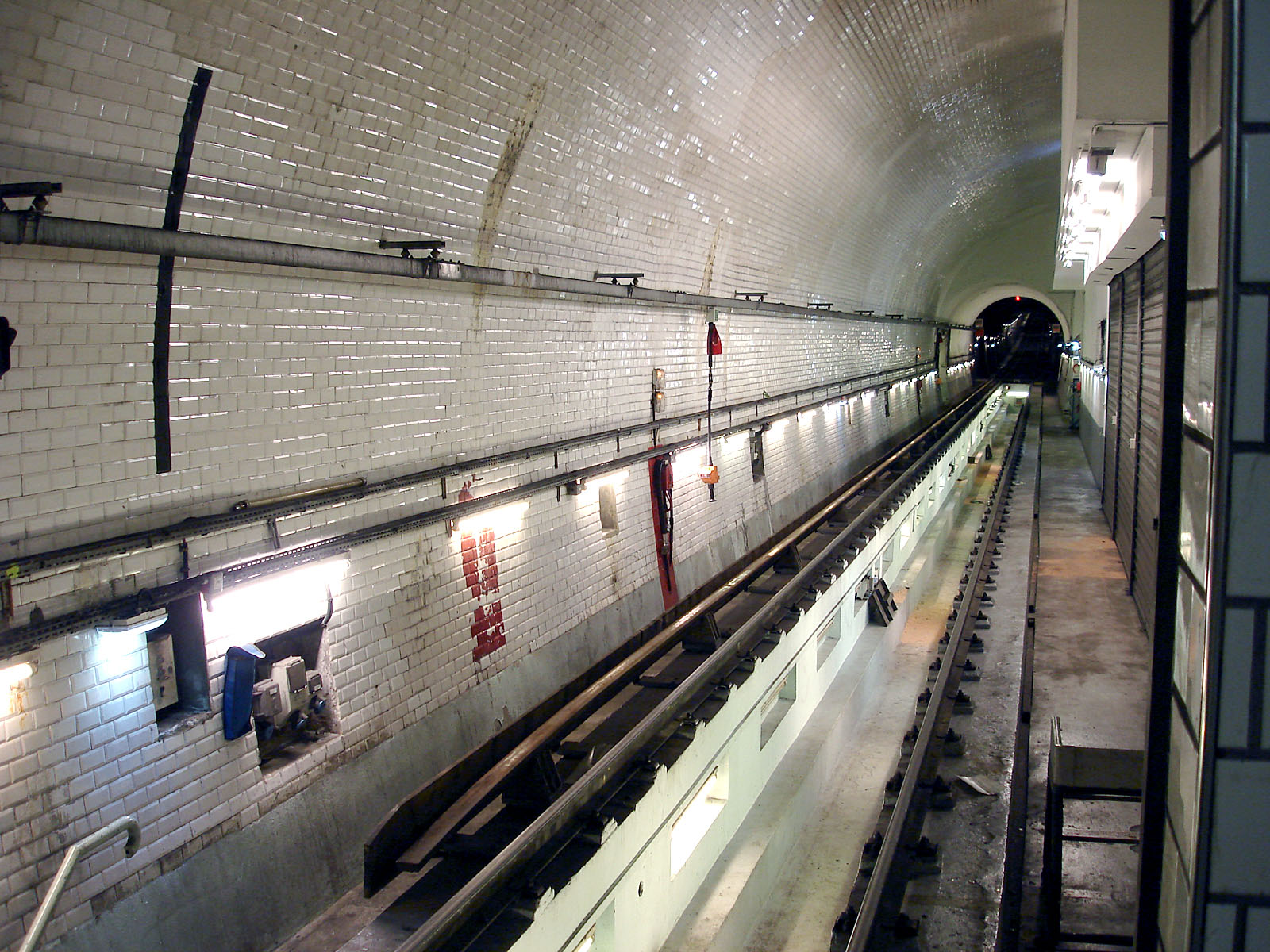
La voie navette vue dans la station, avec sa fosse centrale.

Pré-Saint-Gervais est une station de configuration particulière pour le métro de Paris : de par sa situation à l'extrémité de la boucle terminale de la ligne 7 bis, elle possède un quai central encadré par deux voies sous une voûte elliptique. Celle de gauche dans le sens de circulation des rames est empruntée par les trains provenant de Place des Fêtes, tandis que celle de droite, en grande partie isolée derrière des locaux techniques, sert au garage des trains mais également d'atelier de maintenance (poste de visite renforcée).
C'est cette seconde voie (aussi appelée Voie navette, ouverte le 27 novembre 1921) qui rejoint la Voie des Fêtes en amont de l'ancienne station Porte des Lilas, avant de finir en voie de tiroir (garage).
Le terminus « commercial » de Pré-Saint-Gervais joue le rôle de terminus technique, avec les temps nécessaires à la régulation et de pause pour les conducteurs. Il est utilisé pour un arrêt prolongé des rames sans contraindre les voyageurs d'en descendre (hormis lorsqu'elles se dirigent en position de garage).
La décoration est de style « Ouï-dire » : le bandeau d'éclairage, ici de couleur bleue, est supporté par des consoles courbes en forme de faux. L'éclairage direct est blanc tandis que l'éclairage indirect, projeté sur la voûte, est multicolore. Les carreaux en céramique blancs sont plats et recouvrent les piédroits, la voûte ainsi que les tympans, hormis dans l'atelier de maintenance où le carrelage blanc biseauté d'origine est conservé. Les cadres publicitaires sont en céramique bleue de forme demi-cylindrique et le nom de la station est inscrit sur des plaques émaillées, en lettre capitales côté voie et en police de caractères Parisine sur le quai, lequel dispose de sièges de style « Motte » bleus et de banquettes « assis-debout » de même teinte.

Quai de la station
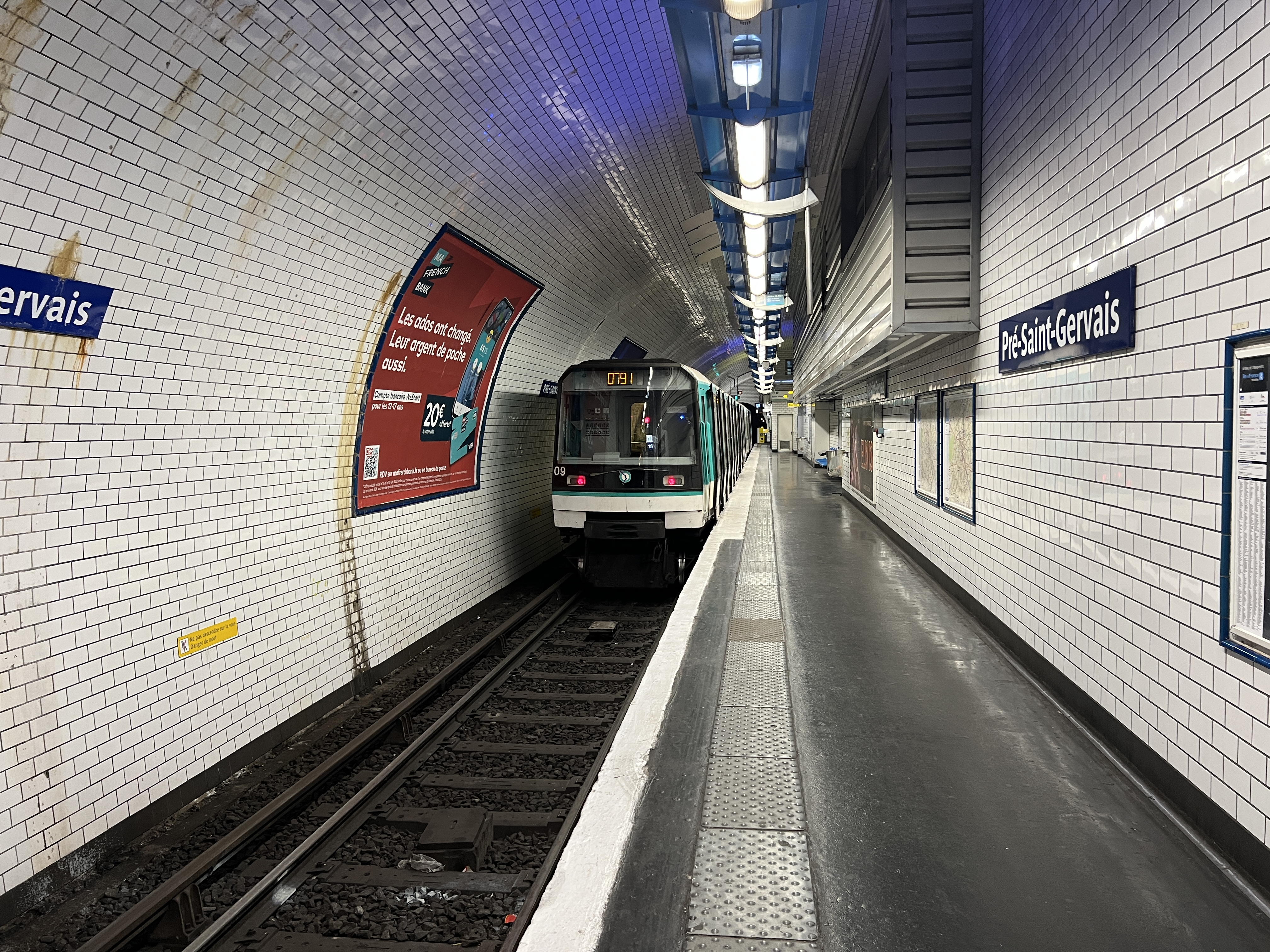
Vue d'ensemble de l'unique quai en direction de Louis Blanc.
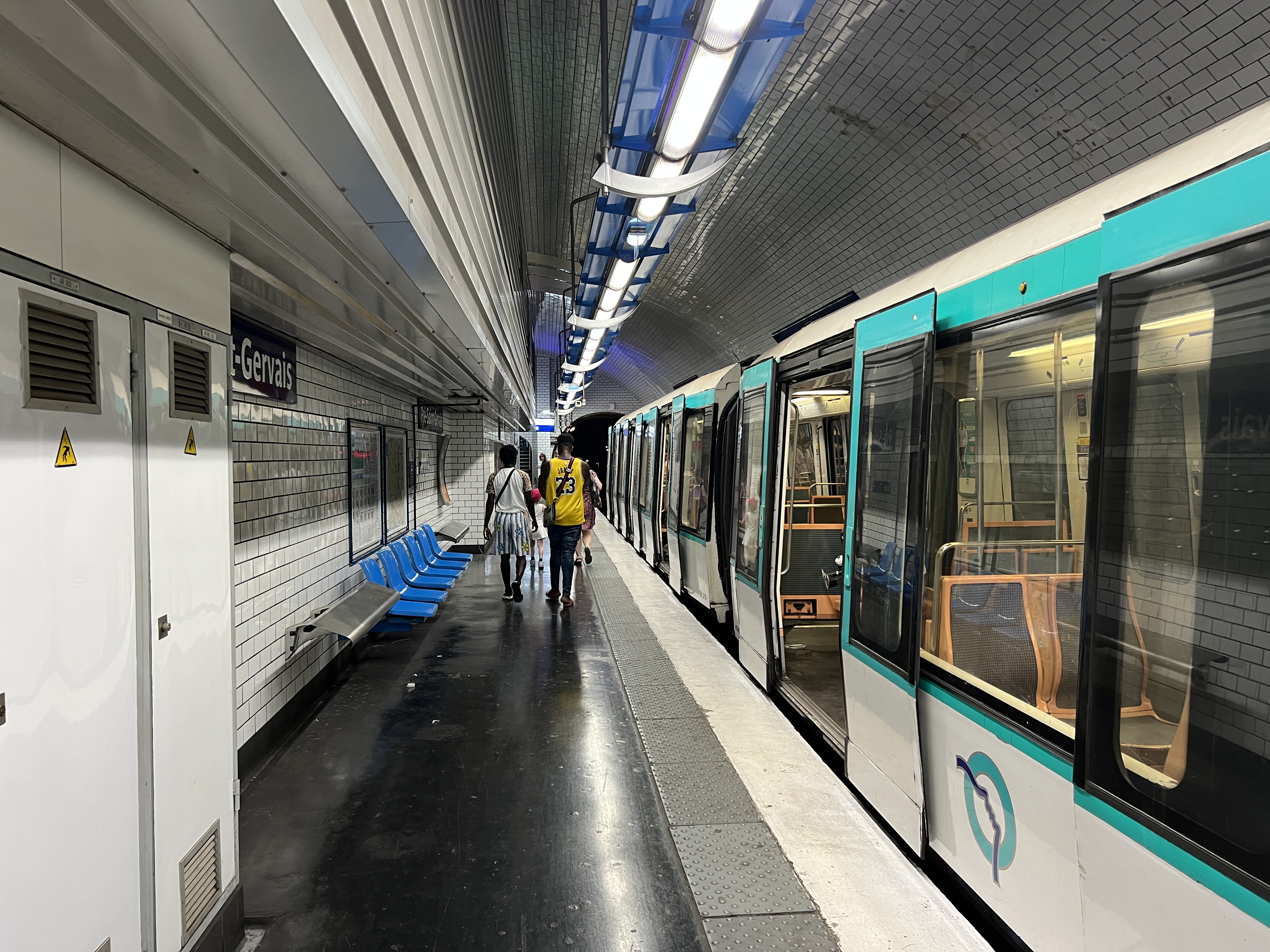
Stationnement prolongé d'une rame MF 88 pour Louis Blanc.
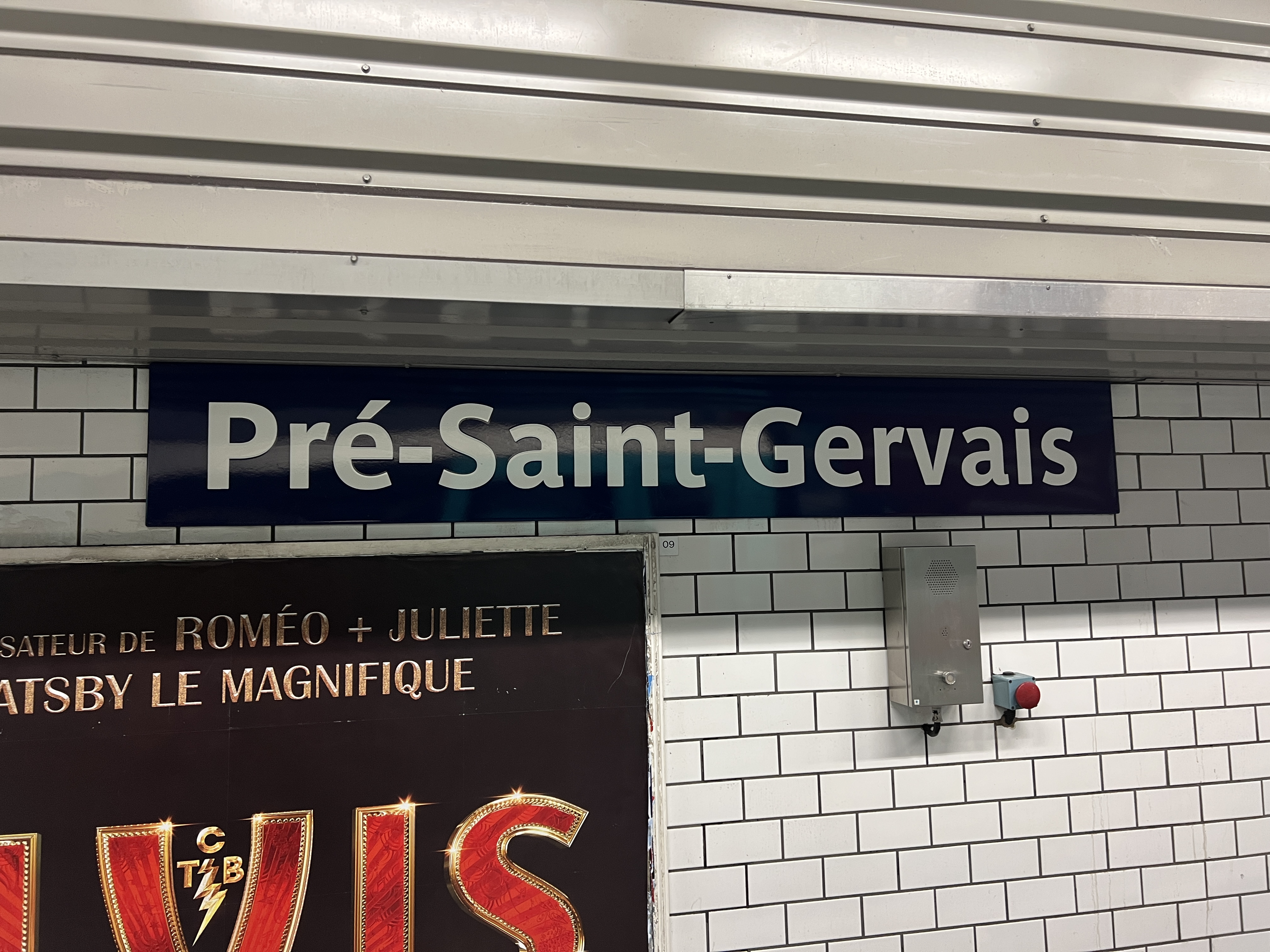
Plaque émaillée indiquant le nom de la station.

### Intermodalité
La station est desservie par les lignes 48 et P'tit Bus du réseau de bus RATP.
À proximité se trouve également la station Hôpital Robert-Debré de la ligne de tramway T3b depuis le 15 décembre 2012.

## À proximité
- Porte du Pré-Saint-Gervais
- Quartier de la Mouzaïa (où se trouvaient jadis les six moulins de la butte de Beauregard le long de la rue de Bellevue, percée en 1812[11])
- Parc de la Butte-du-Chapeau-Rouge
- Promenade Amalia-Rodrigues
- Ambassade du Burundi
- Hôpital Robert-Debré
- Église de Marie-Médiatrice-de-Toutes-les-Grâces (également appelée église de Marie-Médiatrice ou église Notre-Dame-de-Fatima)
- Jardin Notre-Dame-de-Fatima
- Regard du Bernage

## Projet
Dans le cadre du projet de fusion des lignes 3 bis et 7 bis, la station perdrait son rôle de terminus technique pour devenir une simple station de passage, desservie par les rames en direction de Château-Landon (nouveau terminus au-delà de Louis Blanc), tandis que la station fantôme voisine Haxo serait alors ouverte au public et desservie uniquement par les circulations en direction de Gambetta, terminus sud de la ligne 3 bis.